# 格魯德基
51°40′36″N 24°56′46″E / 51.67667°N 24.94611°E
格魯德基（烏克蘭語：Грудки），是烏克蘭西北部的村莊，隸屬沃倫州的卡明-卡希爾斯基區。該村始建1946年，面積29.41平方公里，海拔高度155米，2001年人口1,827，人口密度每平方公里62.13人。